# Alphabet Inc.
Alphabet (транскр.  Алфабет), позната и као Alphabet Inc., амерички је конгломерат основан 2015. године. Поседује Гугл и неколико компанија које су раније биле повезане са Гуглом или их је Гугл поседовао. Седиште компаније је у Калифорнији, а компанију предводе оснивачи Гугла Лари Пејџ и Сергеј Брин. Пејџ је на позицији главног извршног директора, док је Сергеј на позицији председника. Сам портфолио Alphabet-а се садржи од разних индустрија укључујући технологију, животне науке, инвестицијски капитал и истраживање. Неке од подружница Alphabet-а су Гугл, Калико, Гугл Венчурс, Гугл Капитал, Гугл екс и Нест лабс. Након процеса реконструисања, Сундар Пичај је преузео позицију главног извршног директора Гугла, док је Пејџ преузео позицију матичне компаније Alphabet-а. Нова матична компанија ће наставити да користи Гуглове берзне симболе GOOG и GOOGL.